# Bikini

Bikini của một cô gái ở thành phố Hồ Chí Minh.

Áo tắm hai mảnh hay bikini là một kiểu đồ bơi phụ nữ có đặc trưng được chia làm hai mảnh riêng biệt gồm một mảnh che vòng 1 một mảnh che vòng 3 khoảng thân thể khác để phơi trần. Hình dạng của hai mảnh bikini rất giống với đồ lót phụ nữ, và phần dưới của bikini vì thế có thể chỉ đơn giản là một dải dây hay nhiều vải hơn giống kiểu quần soóc.
Đồ hai mảnh phụ nữ dùng trong thể thao từng xuất hiện trong các hình vẽ trên bình thời Hy Lạp ngay từ năm 1400 TCN.
Thỉnh thoảng từ bikini còn được sử dụng để gọi kiểu đồ bơi nam giới cũng thường được gọi là speedos.

## Nguồn gốc hiện đại

Micheline Bernardini mặc giới thiệu chiếc bikini đầu tiên

### Trở nên phổ biến

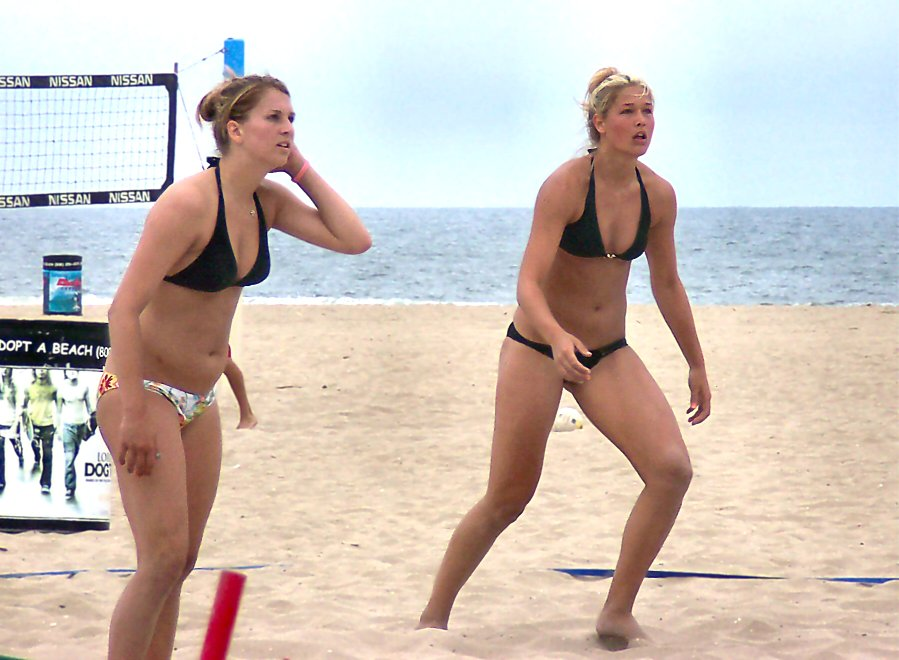
Phụ nữ mặc đồ tắm hai mảnh

### Các loại bikini

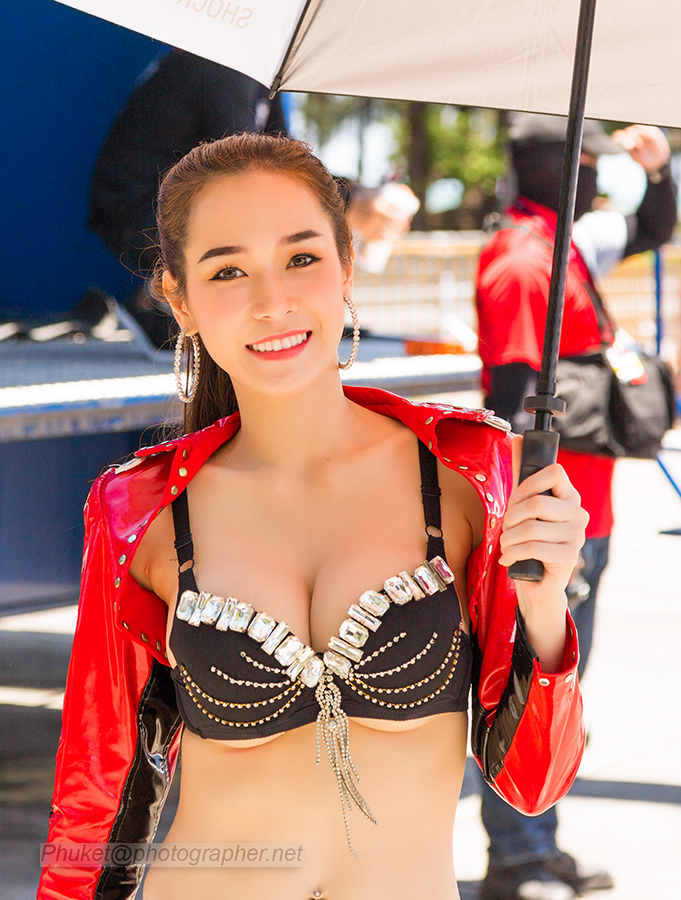
Bikini của một cô gái trẻ tại Phuket, Thái Lan.

## Miêu tả truyền thông

Một người mẫu mặc bikini tại thành phố Hồ Chí Minh.

### Hoa hậu Thế giới

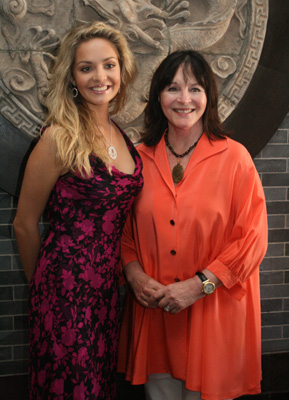
Julia Morley cùng Hoa hậu Thế giới 2006 Tatana Kucharova